# Argyrolepidia lunaris
Argyrolepidia lunaris là một loài bướm đêm trong họ Noctuidae.